# تورکوپول
تورکوپول (انگلیسی: Turcopole)(یونانی: τουρκόπουλοι)،به معنی لغوی پسران ترک یا جوانان ترک در زبان یونانی، به نیروهایی گفته می‌شد که طی جنگ‌های صلیبی توسط صلیبیون استخدام و به کار گماشته می‌شدند و بیشتر شامل سواران سبک اسلحه یا کمانداران  بودند که ابتدا در قلمرو بیزانس توسط نیروهای صلیبی به کار گرفته شدند. رهبران این گروه که با عنوان تورکوپولر شناخته می‌شوند، از میان افراد این نیروها انتخاب می‌شد اما در ادامه این مقام به فرماندهان شوالیه‌های معبد و سنت جان اعطا شد.

## تاریخچه

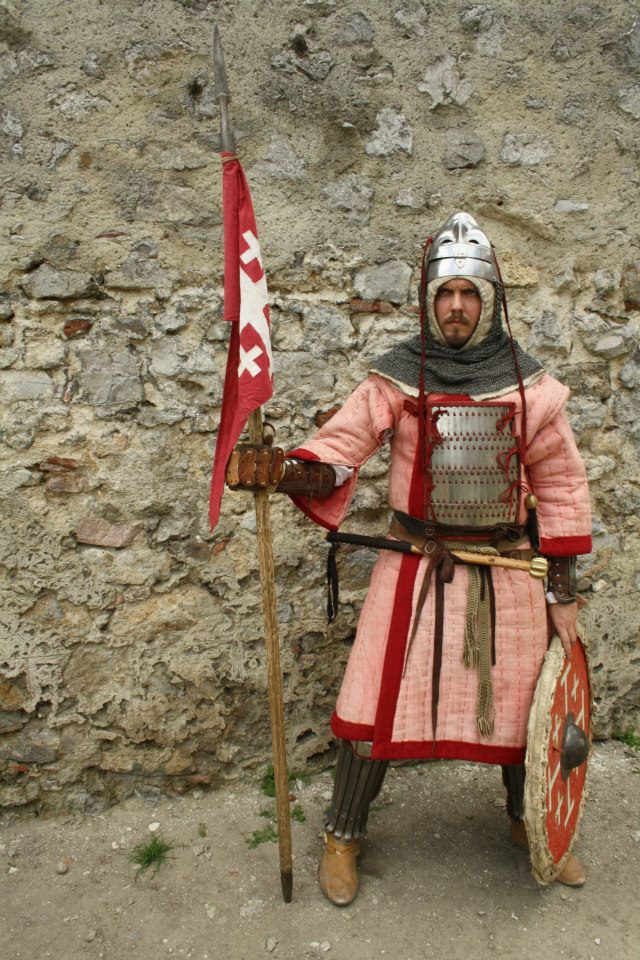
نمونه‌ای از یک تورکوپول

برای نخستین بار، صلیبیون طی نخستین جنگ صلیبی با نیروهای تورکوپول در ارتش بیزانس آشنا شدند. این نیروهای کمکی خود از گروه و نژادهای مختلفی بودند؛ از ترک و عرب گرفته تا یونانی و پچنگ. حضور نیروهای تورکوپول در ارتش بیزانس طی نخستین جنگ صلیبی خود الگویی شد برای صلیبیون برای استفاده از این نیروهای بومی و ظرفیت آنها برای پیشبرد اهداف خود در اراضی مقدس.
تصور عمومی این است که تورکوپول‌های ارتش صلیبی صرفاً سواره‌نظام سبک و سواران کماندار بودند اما لفظ تورکوپول شامل پیاده‌نظام سوری حاضر در ارتش صلیبی نیز می‌شده‌است. شواهدی مبنی بر حضور گسترده نیروها و لِوی‌های سوری ـ که ممکن بود تورکوپول باشند ـ در ارتش دولت‌های صلیبی وجود ندارد اما در برخی منابع اشاراتی به حضور آنها در جریان محاصره طرابلس توسط ریمون سن‌ژیل شده‌است.
همچنین تورکوپول‌های در خدمت صلیبیون صرفاً مزدوران ترک یا ترکیبی از نژادهای مختلف نبودند چرا که بسیار از این نیروها از سلاجقه مسیحی یا مسیحیان ارتدوکس سوریه بودند. براساس برخی اسناد متعلق به قرن ۱۲ میلادی که نام برخی از تورکوپول‌ها در آنها ثبت شده‌است، برخی از این نیروها احتمالاً پولن (فرانک‌های سوری‌الاصل) و همچنین فرانک‌های اروپایی بوده‌اند.
با وقوع نبرد حطین و شکست سنگین صلیبیون، هیستوریا رگنی تعداد نیروهای تورکوپول حاضر در این نبرد را ۴ هزار نفر برآورد کرده‌است اما استیون رانسیمان این عدد را اغراق‌آمیز می‌داند و استدلال می‌کند که سواره‌نظام سبک ارتش ایوبی مجهزتر از تورکوپول‌های ارتش صلیبی بوده‌است. با این حال براساس برخی منابع، صلاح‌الدین پس از نبرد حطین، دستور به اعدام تورکوپول‌ها به دلیل خیانت اسلام داده‌است. پس از ایوبیان، ممالیک نیز تورکوپول‌ها را خائن می‌دانستند و بعد از اسارت آنها دستور به اعدام می‌دادند. پس از سقوط عکا، آخرین پایگاه صلیبیون، تورکوپول‌ها که جان سالم به در برده بودند، در رودس مستقر شدند.